# Band on the Run
Band on the Run este un album al lui Paul McCartney & Wings, lansat în 1973. A fost al cincilea album al lui McCartney de la despărțirea trupei The Beatles și al treilea album al celor de la Wings. A devenit cel mai de succes album al formației Wings și rămâne cel mai celebru dintre albumele post-Beatles ale lui McCartney. A fost cel mai bine vândut album al anului 1974 în Regatul Unit și Australia. 
În 2000, revista Q a plasat Band on the Run pe locul 75 în lista celor mai bune 100 de albume britanice din toate timpurile. În 2003, albumul a fost plasat pe locul 418 în Lista celor mai bune 500 de albume ale tuturor timpurilor stabilită de revista Rolling Stone. Criticul muzical Jon Landau de la Rolling Stone a descris albumul ca "cel mai bun material lansat de oricare din cei patru muzicieni cunoscuți odată ca The Beatles". 
A fost ultimul album al lui McCartney lansat prin casa de discuri Apple Records.

## Tracklist
1. "Band on the Run" (5:10)
2. "Jet" (4:06)
3. "Bluebird" (3:22)
4. "Mrs. Vandebilt" (4:38)
5. "Let Me Roll It" (4:47)
6. "Mamunia" (4:50)
7. "No Words" (2:33)
8. "Helen Wheels" (3:34)
9. "Picasso's Last Words (Drink to Me)" (5:50)
10. "Nineteen Hundred and Eighty-Five" (5:27)

- Toate cântecele au fost scrise și compuse de Paul și Linda McCartney cu excepția lui "Let Me Roll It" (Paul McCartney) și "No Words" (Paul McCartney și Denny Laine).

## Single-uri
- "Helen Wheels" (1974)
- "Jet" (1974)
- "Band on the Run" (1974)

## Componență
- Paul McCartney - voce, chitară solo, ritmică, acustică și bas, tobe, pian, clape, percuție
- Linda McCartney - orgă, clape, percuție, voce
- Denny Laine - chitară ritmică, solo, acustică, flamenco și bas, clape, percuție, voce